# Tržiška Bistrica
La Tržiška Bistrica est une rivière du nord de la Slovénie qui prend sa source dans les Karavanke et se jette dans la Save.
Elle tient son nom de la ville de Tržič, dont elle traverse aussi la commune, ainsi que celle de Naklo. Elle traverse la partie occidentale des Alpes kamniques. Le cours supérieur est abondant en truites.

## Affluents
- Gauche : Žlebni jarek ; Fevča ; Stegovnik ; Veternik ; Vratni potok ; Lomščica ; Mlinski potok.
- Droite : Košutnik ; Zali potok ; Dolžanka ; Kališnik ; Mošenik ; Blajšnica.